# Seznam ománských velvyslanectví v zahraničí

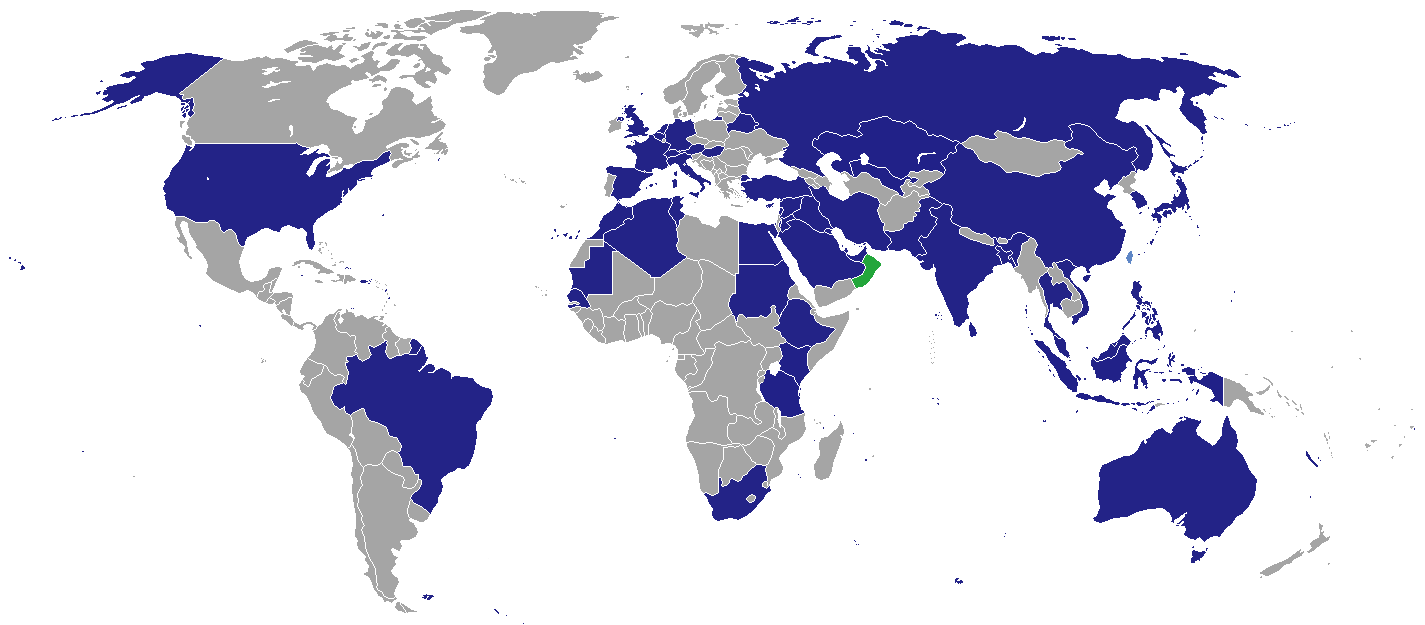
Zahraniční velvyslanectví Sultanátu Omán (k 2. srpnu 2008)

Seznam velvyslanectví státu Omán v zahraničí. Zahrnuty jsou rovněž konzuláty a stálé mise, naopak nejsou zahrnuty honorární konzuláty.

## Afrika
Zdroj:
- Alžírsko
  - Alžír (velvyslanectví)
- Egypt
  - Káhira (velvyslanectví)
- Jižní Afrika
  - Pretoria (velvyslanectví)
- Libye
  - Tripolis (velvyslanectví)
- Maroko
  - Rabat (velvyslanectví)
- Senegal
  - Dakar (velvyslanectví)
- Súdán
  - Chartúm (velvyslanectví)
- Tunisko
  - Tunis (velvyslanectví)

## Asie
Zdroj:
- Bahrajn
  - Manáma (velvyslanectví)
- Brunej

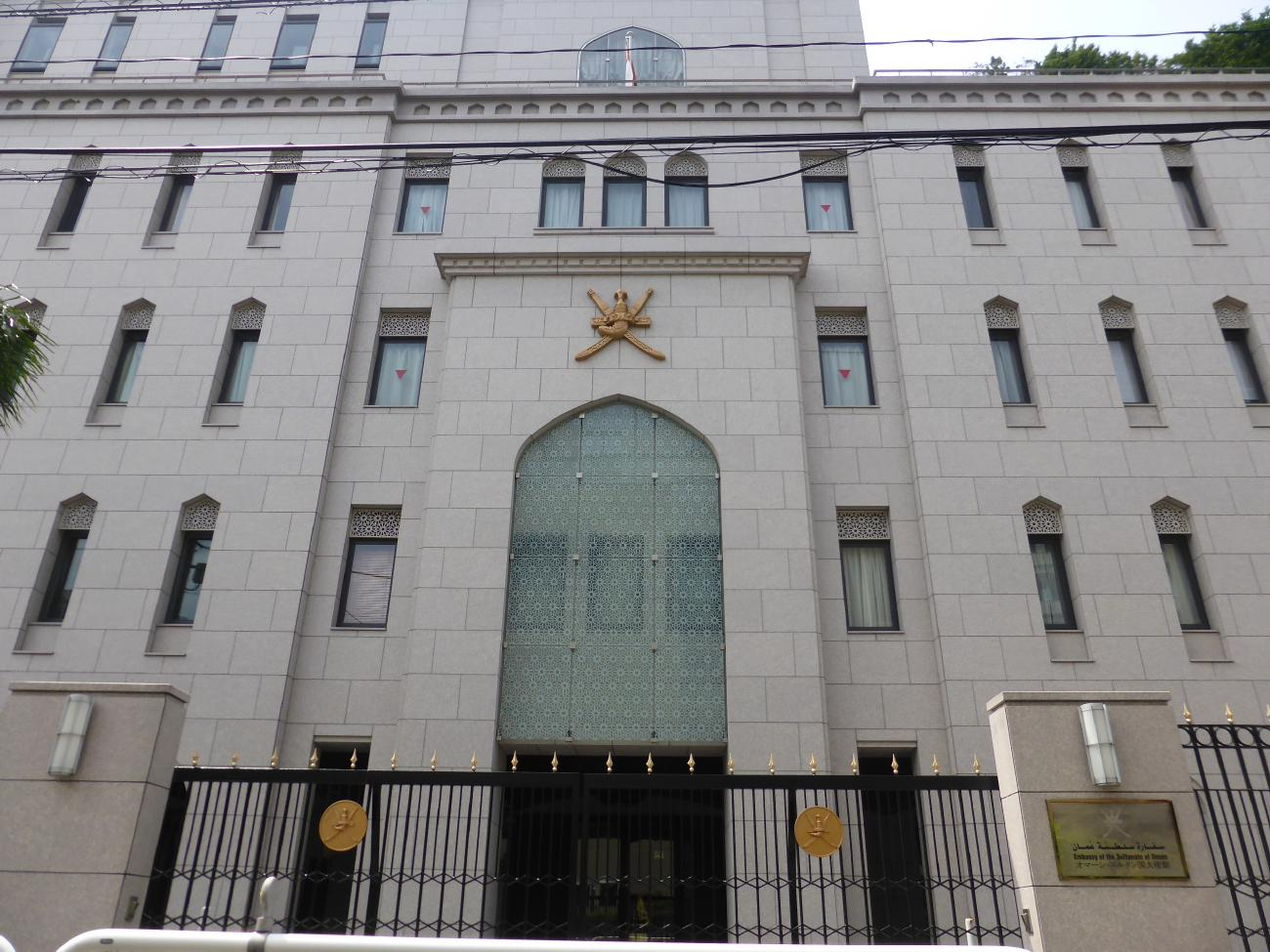
Velvyslanectví v Tokiu

  - Bandar Seri Begawan (velvyslanectví)
- Čína
  - Peking (velvyslanectví)
- Indie
  - Nové Dillí (velvyslanectví)
  - Mumbaj (konzulát)
- Írán
  - Teherán (velvyslanectví)
- Japonsko
  - Tokio (velvyslanectví)
- Jemen
  - San'á (velvyslanectví)
  - Aden (konzulát)
- Jižní Korea
  - Soul (velvyslanectví)
- Jordánsko
  - Ammán (velvyslanectví)
- Katar
  - Dauhá (velvyslanectví)
- Kazachstán
  - Nur-Sultan (velvyslanectví)
- Kuvajt
  - Kuvajt (velvyslanectví)
- Libanon
  - Bejrút (velvyslanectví)
- Malajsie
  - Kuala Lumpur (velvyslanectví)
- Pákistán
  - Islámábád (velvyslanectví)
  - Karáčí (generální konzulát)
- Saúdská Arábie
  - Rijád (velvyslanectví)
  - Džidda (konzulát)
- Spojené arabské emiráty
  - Abú Dhabí (velvyslanectví)
- Sýrie
  - Damašek (velvyslanectví)
- Thajsko
  - Bangkok (velvyslanectví)
- Turecko
  - Ankara (velvyslanectví)

## Evropa
Zdroj:
- Belgie
  - Brusel (velvyslanectví)
- Francie

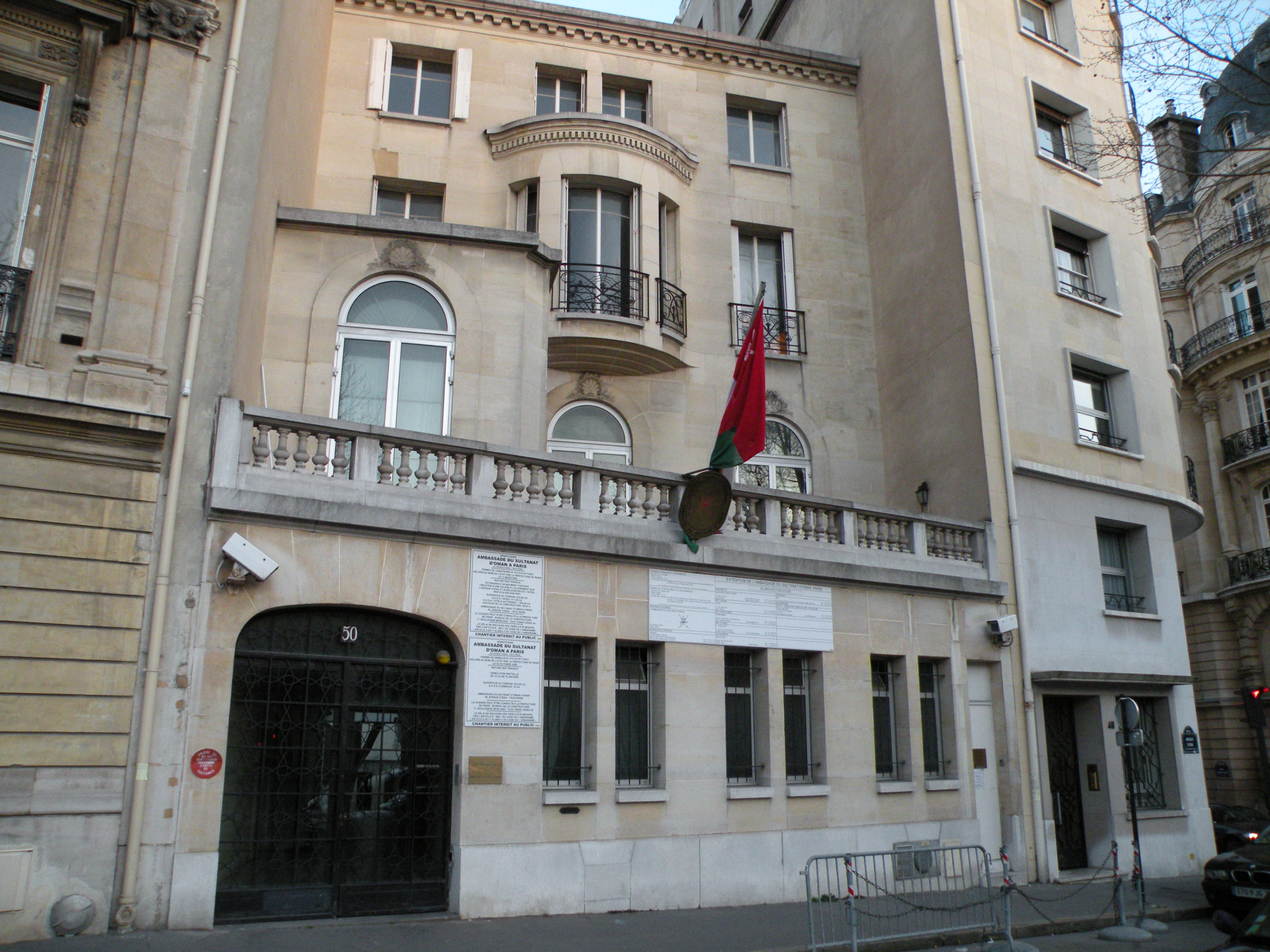
Velvyslanectví v Paříži

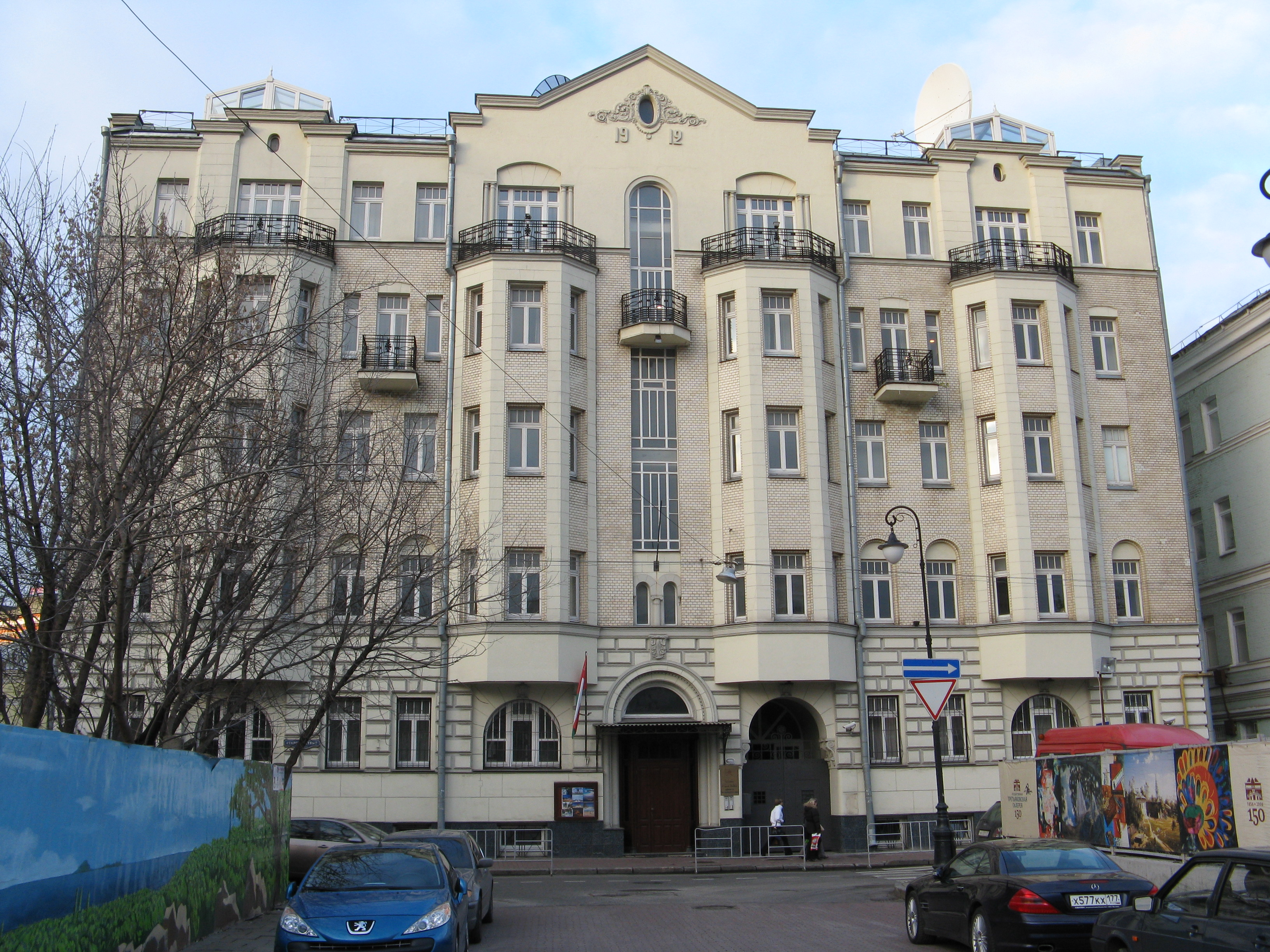
Velvyslanectví v Moskvě

  - Paříž (velvyslanectví, stálá mise)
- Itálie
  - Řím (velvyslanectví)
- Německo
  - Berlín (velvyslanectví)
- Nizozemsko
  - Haag (velvyslanectví)
- Rakousko
  - Vídeň (velvyslanectví)
- Rusko
  - Moskva (velvyslanectví)
- Spojené království
  - Londýn (velvyslanectví)
- Španělsko
  - Madrid (velvyslanectví)
- Švýcarsko
  - Ženeva (stálá mise)

## Oceánie

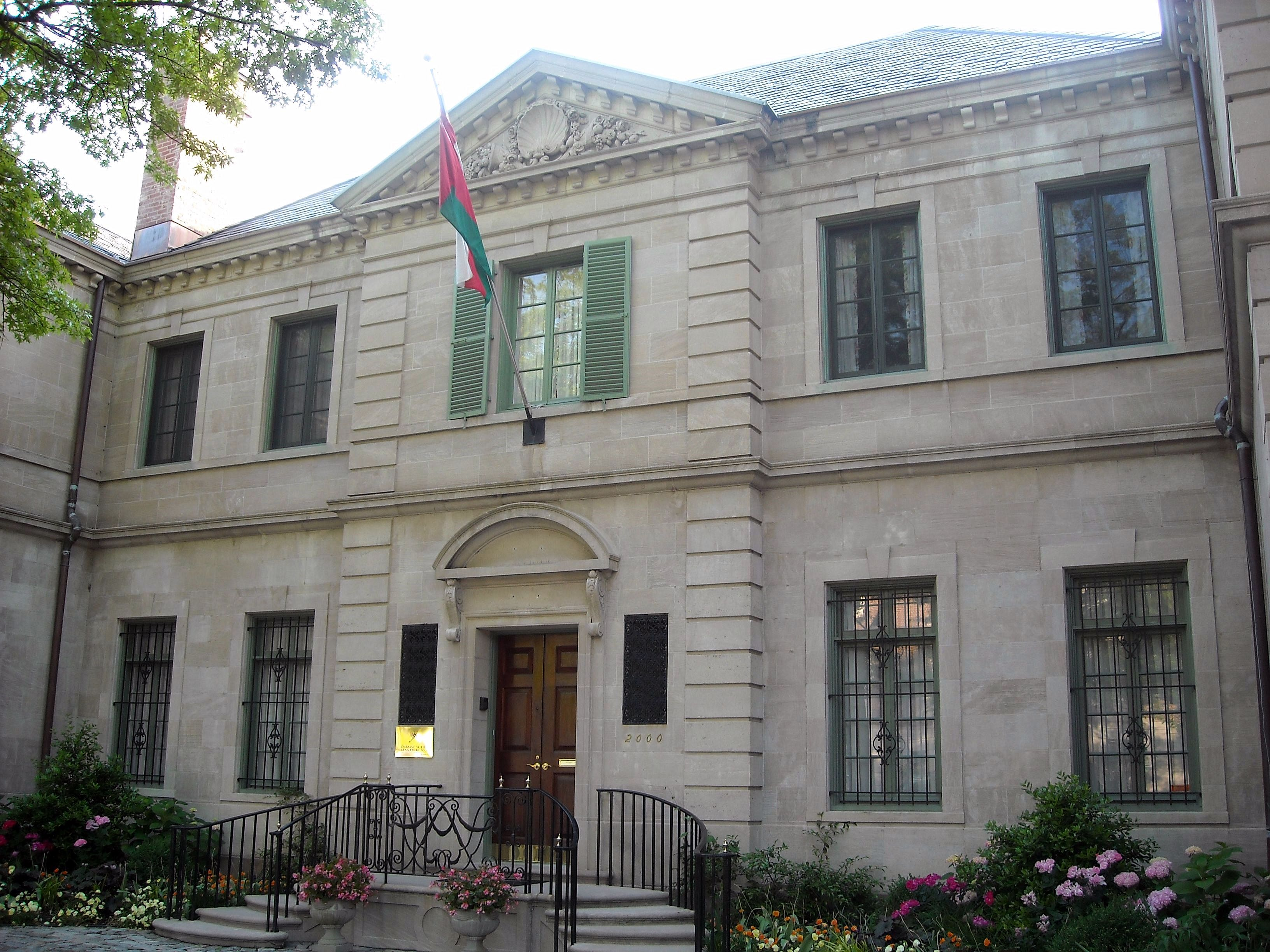
Velvyslanectví ve Washingtonu

Zdroj:
- Austrálie
  - Melbourne (konzulát)

## Severní Amerika
Zdroj:
- Spojené státy americké
  - Washington, D.C. (velvyslanectví)
  - New York (stálá mise)

## Jižní Amerika
- Brazílie
  - Brasília (velvyslanectví)